# گوشی هوشمند تاشو
گوشی هوشمند تاشو گوشی هوشمندی است که قابلیت تا شدن دارد. برخی از انواع آن‌ها، از چندین پنل صفحه لمسی بر روی یک لولا استفاده می‌کنند و برخی دیگر، از یک صفحه نمایش انعطاف‌پذیر استفاده می‌کنند. قدمت چنین دستگاه‌هایی به طرح «مورف» نوکیا در سال ۲۰۰۸ و طرح مفهومی که توسط سامسونگ الکترونیکس در سال ۲۰۱۳ ارائه شد (به عنوان بخشی از مجموعه بزرگ‌تری از طرح‌ها با استفاده از نمایشگرهای OLED منعطف) برمی گردد، نخستین گوشی‌های هوشمند تاشوی تجاری، با نمایشگرهای OLED در نوامبر ۲۰۱۸ در دسترس قرار گرفتند.
برخی از دستگاه‌های تاشو ممکن است بر روی یک محور عمودی تا شوند و به حالتی پهن‌تر و شبیه تبلت قرار گیرند، اما همچنان در حالت تا شدهٔ کوچک‌تر نیز قابل استفاده هستند. نمایشگر ممکن است در هنگام تا شدن به پشت دستگاه بپیچد (مانند Royole FlexPai و هواوی میت اکس)، یا از طراحی کتابچه‌مانندی استفاده کند که در آن، صفحهٔ بزرگ‌تر و تا شده در قسمت داخلی و یک صفحه نمایش روی آن قرار دارد. «پوشش» به کاربر اجازه می‌دهد بدون باز کردن دستگاه، از آن استفاده کند. (مانند سری گلکسی فولد سامسونگ). گوشی‌های هوشمند با تا شدگی افقی نیز تولید شده‌اند. نخستین نسل از گوشی‌های هوشمند تاشو که به صورت تجاری عرضه شدند، با نگرانی‌هایی در مورد دوام و همچنین قیمت بالای آن‌ها مواجه بودند.

## تاریخچه

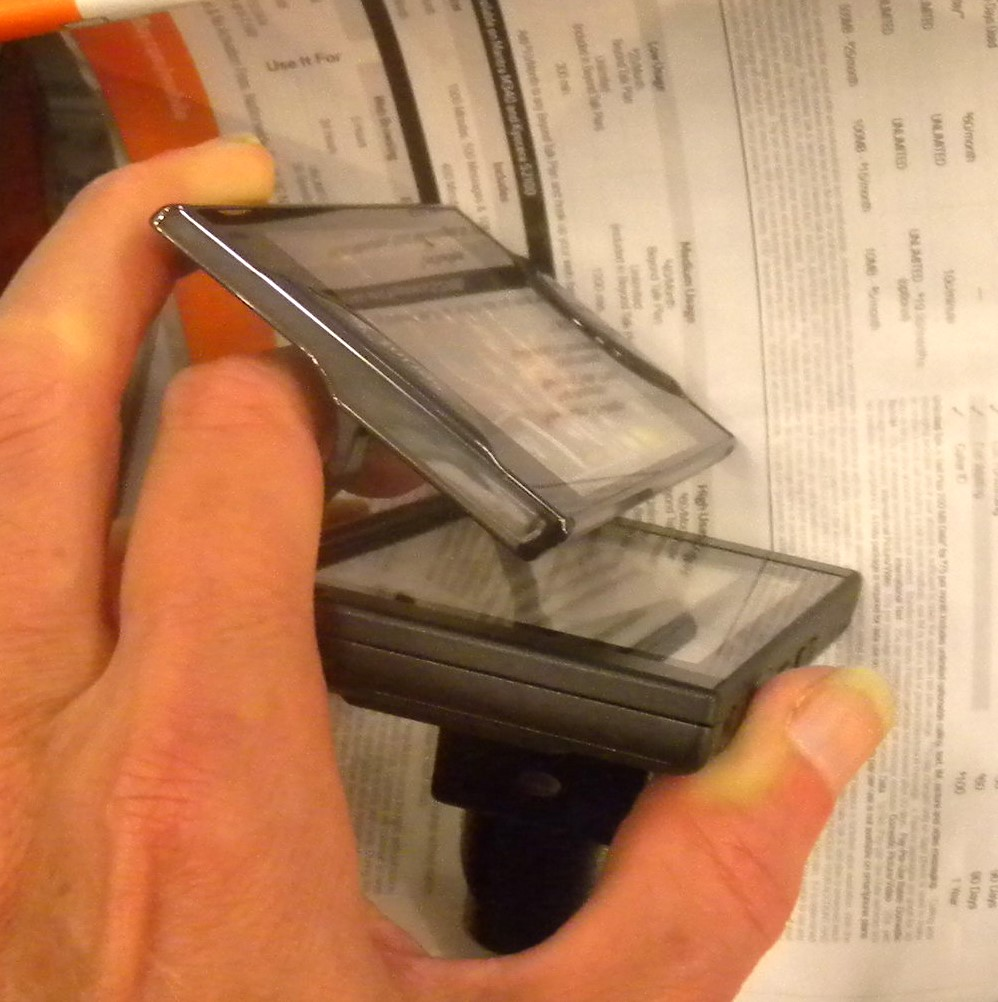
Kyocera Echo طرحی پیشرو برای نسل فعلی گوشی‌های هوشمند تاشو بود.

در سال ۲۰۰۶، پلیمر ویژن یک مفهوم قابل چرخش و یک گوشی هوشمند تاشو، Readius را در همایش جهانی گوشی همراه (MWC) به نمایش گذاشت.
در سال ۲۰۰۸، نوکیا طرحی مفهومی از یک دستگاه منعطف را ارائه کرد که آن را "Morph" نامید، که دارای طراحی کتابچه‌ای بود که می‌توانست به اشکال مختلف خم شود.
در سال ۲۰۱۱، Kyocera یک گوشی هوشمند اندرویدی با صفحه لمسی دوگانه به نام Echo منتشر کرد که دارای یک جفت صفحه نمایش لمسی ۳٫۵ اینچی بود. در این مدل، وقتی که تا می‌شد، صفحه بالا همچنان رو به کاربر بود و در حالی که صفحه ثانویه را می‌پوشاند. دو برنامه مجزا را می‌توان بر روی نمایشگرها نشان داد، یک برنامه واحد می‌تواند در سراسر آنها قرار بگیرد، در حالی که برنامه‌های خاص نیز دارای طرح‌بندی‌های دو صفحه‌ای «بهینه‌شده» هستند. در سال ۲۰۱۷، شرکت زدتی‌ئی، مدل ZTE Axon M را منتشر کرد. این شرکت اظهار داشت که سخت‌افزار قدرتمندتر تلفن‌های هوشمند مدرن و بهبودهای پشتیبانی از قابلیت چندوظیفه و تبلت‌های اندروید، به بهبود این تجربه کمک کرده‌است.
توسعه نمایشگرهای نازک و منعطف OLED طراحی فرم‌های جدید خمیده را فراهم کرد. در جریان نمایشگاه بین‌المللی سی‌ئی‌اس در سال ۲۰۱۳، سامسونگ چندین طرح مفهومی با نام رمز Youm را برای گوشی‌های هوشمند با نمایشگرهای انعطاف‌پذیر ارائه کرد. یکی از این طرح‌ها، گوشی هوشمندی بود که می‌توانست به سمت بیرون تا شود و بدون وقفه به یک صفحه نمایش به اندازه تبلت تبدیل شود. نخستین طرح Youm که به یک مدل تولیدی منجر شد، گلکسی نوت اج بود. این فبلت دارای بخشی از صفحه نمایش است که روی قاب سمت راست دارای شیب است.
گمانه‌زنی‌ها در مورد توسعه تلفن‌های تاشو با استفاده از نمایشگرهای OLED با سرعت بیشتری در سال ۲۰۱۸ ظاهر شد. در ژانویه ۲۰۱۸، گزارش شد که ال‌جی الکترونیکس امتیاز طراحی یک گوشی هوشمند تاشو را به‌دست آورده‌است. بعداً در ماه ژوئن، گزارش شد که مایکروسافت نیز در حال توسعه دستگاه مشابهی به عنوان بخشی از سری سرفیس خود با نام رمز «آندرومدا» است. این در حالی بود که گفته شد سامسونگ نیز در حال توسعه چنین دستگاهی است.

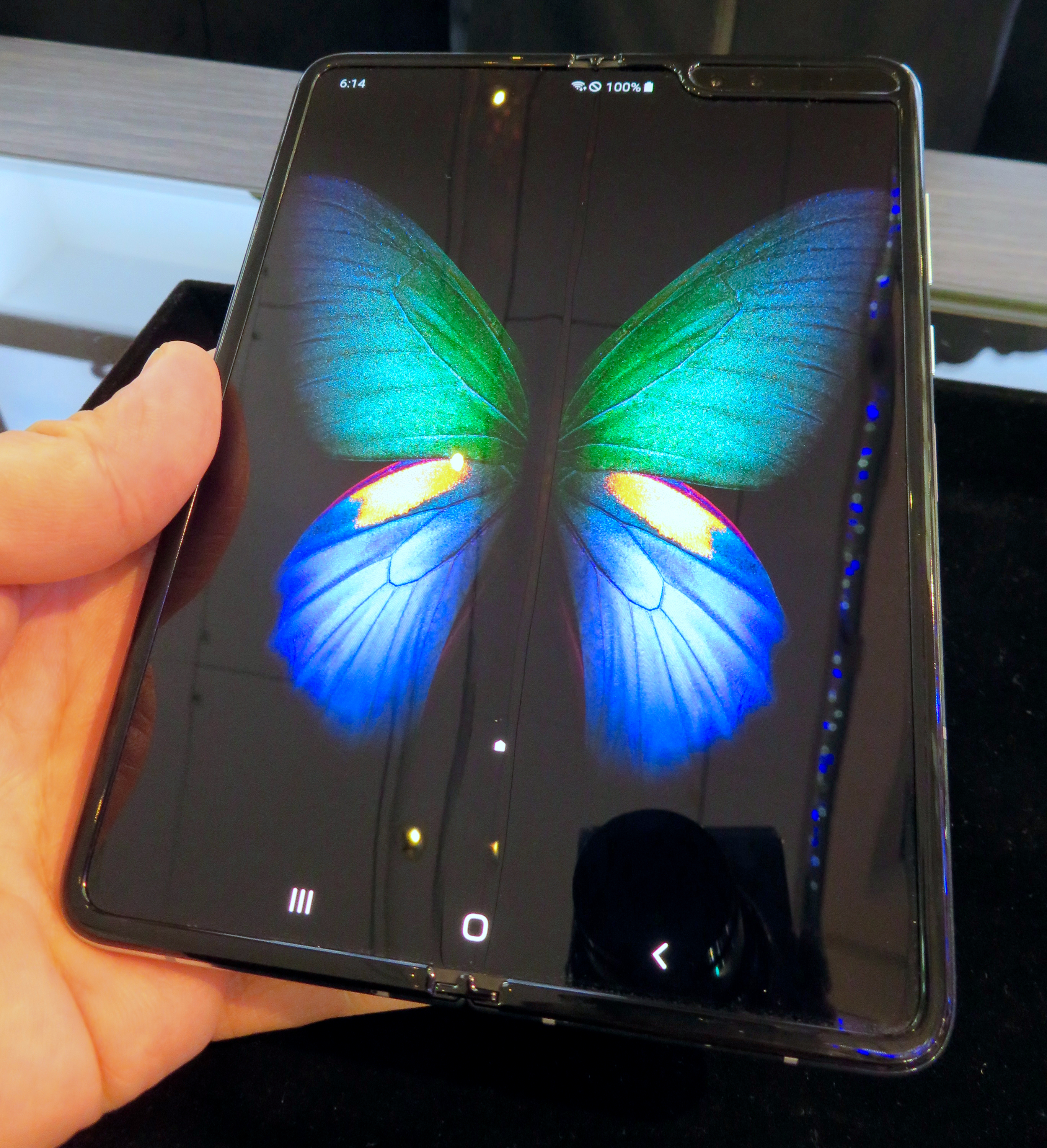
یک گلکسی فولد در حالت باز

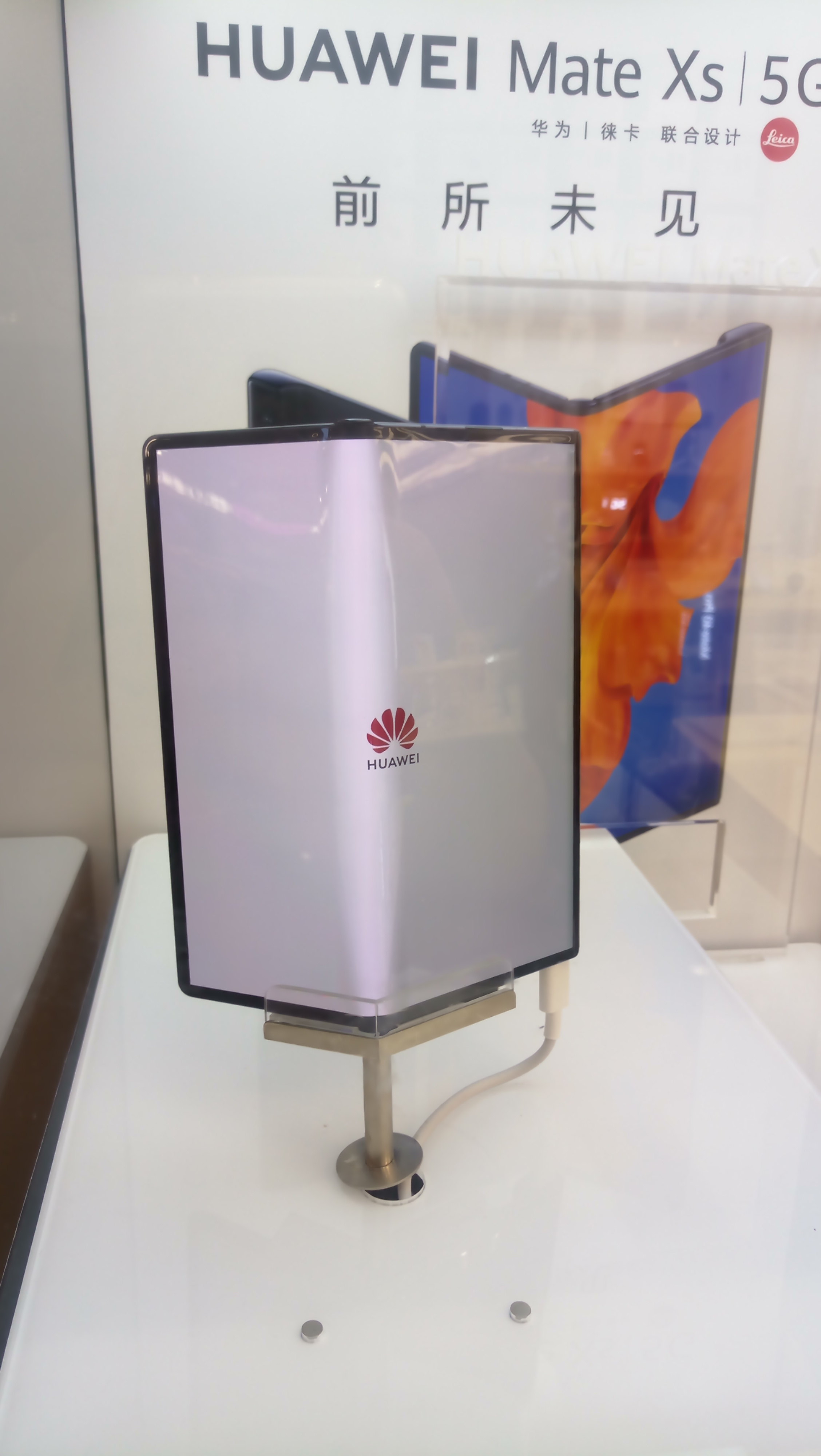
یک هواوی میت اکس در وضعیت نیمه‌باز

در نوامبر ۲۰۱۸، استارت آپ چینی Royole نخستین گوشی هوشمند تجاری تاشو با نمایشگر OLED را با نام Royole Flexpai عرضه کرد. این نمایشگر دارای یک صفحه نمایش ۷٫۸ اینچی بود که به سمت بیرون جمع می‌شد و در صورت تا شدن، نمایشگر را در معرض دید قرار می‌داد. در اواخر همان ماه، سامسونگ در کنفرانسی، به‌طور رسمی نمونه اولیه گوشی هوشمند تاشو خود را معرفی کرد که قرار بود در ماه‌های آینده تولید شود. نمونه اولیه از طرح‌بندی به‌سبک کتابچه، با نمایشگر «InfinityFlex» در داخل دستگاه و یک صفحه «پوشش» کوچک‌تر در جلوی دستگاه استفاده می‌کرد تا هنگام بسته بودن صفحه، امکان دسترسی را فراهم کند.
در ژانویه ۲۰۱۹، لین بین، مدیرعامل شیائومی، ویدئویی را در سینا ویبو منتشر کرد که در آن، او یک نمونه اولیه از یک تلفن هوشمند را با دو بخش با قابلیت تا شدن به داخل را نشان می‌داد. سامسونگ، رسماً گلکسی فولد را در جریان رویداد رسانه‌ای خود در کنگره جهانی موبایل در فوریهٔ ۲۰۱۹ رونمایی کرد. در کنار گلکسی فولد، این همایش همچنین شاهد رونمایی یا نمایش گوشی‌های تاشو دیگری، مانند هواوی میت اکس و طرح شرکت تی‌سی‌ال بود که مفاهیم اولیه مختلفی را با فناوری «DragonHinge» (از جمله دستگاهی به سبک دستبند) ارائه می‌کردند. ال‌جی به دلیل تمایل به تمرکز بیشتر بر کسب مجدد سهم در بازار گوشی‌های هوشمند، از دستگاه تاشویی رونمایی نکرد. با این حال، لوازم جانبی قاب «دو صفحه‌نمایش» را برای گوشی هوشمند ال‌جی V50 خود رونمایی کرد.
شرکت‌های دیگری مانند موتورولا هم به تولید این طرح‌ها ابراز علاقه کرده‌اند یا حق ثبت اختراعاتی را در مورد طرح‌هایی مربوط به تلفن‌های هوشمند تاشو دریافت کرده‌اند.
در آوریل ۲۰۱۹، عرضه قریب‌الوقوع گلکسی فولد با نگرانی‌های کیفی منتقدان مواجه شد. پس از گزارش‌های گسترده مبنی بر این‌که واحدهای بررسی کیفی، اشکال‌های مختلفی از خرابی نمایشگر را تجربه کردند. سامسونگ عرضه دستگاه خود را برای مدت نامعلومی به تعویق انداخت و اعلام کرد که برای بررسی اشکال‌ها و بهبود دوام دستگاه به زمان نیاز دارد. هوآوی همچنین با رویکردی محتاطانه، عرضهٔ هواوی میت اکس خود را به تعویق انداخت.
در نوامبر ۲۰۱۹، موتورولا گوشی ریزر تاشو افقی خود را معرفی کرد سامسونگ همچنین یک دستگاه مشابه به‌نام گلکسی زد فلیپ را معرفی کرد.
هواوی میت اکس‌اس در ۲۴ فوریه ۲۰۲۰ به عنوان یک ویرایش سخت‌افزاری از میت اکس اصلی خود معرفی کرد. این محصول، در مارس ۲۰۲۰ در «بازارهای جهانی» خارج از چین منتشر شد. این دستگاه دارای نمایشگر بادوام تر، عملکرد لولای بهبود یافته و سیستم خنک‌کننده بازطراحی شده و همچنین جدیدتر و دارای اندروید ۱۰ بود. سامسونگ مدتی بعد، سامسونگ گلکسی زد فولد ۲ را در سپتامبر ۲۰۲۰ معرفی کرد.
در ۲۵ فوریه ۲۰۲۱، هواوی مدل هواوی میت اکس ۲ را عرضه کرد. در ماه مارس ۲۰۲۱، شیائومی، تولید گوشی تاشوی خود، Xiaomi Mi MIX را اعلام کرد.
در اوت ۲۰۲۱، سامسونگ گلکسی زد فولد ۳ و سامسونگ گلکسی زد فلیپ ۳ عرضه شدند. در تاریخ July 10, 2024 گوشی جدید تاشو سامسونگ با نام گلکسی زد فولد 6  عرضه شد.

## اجزا

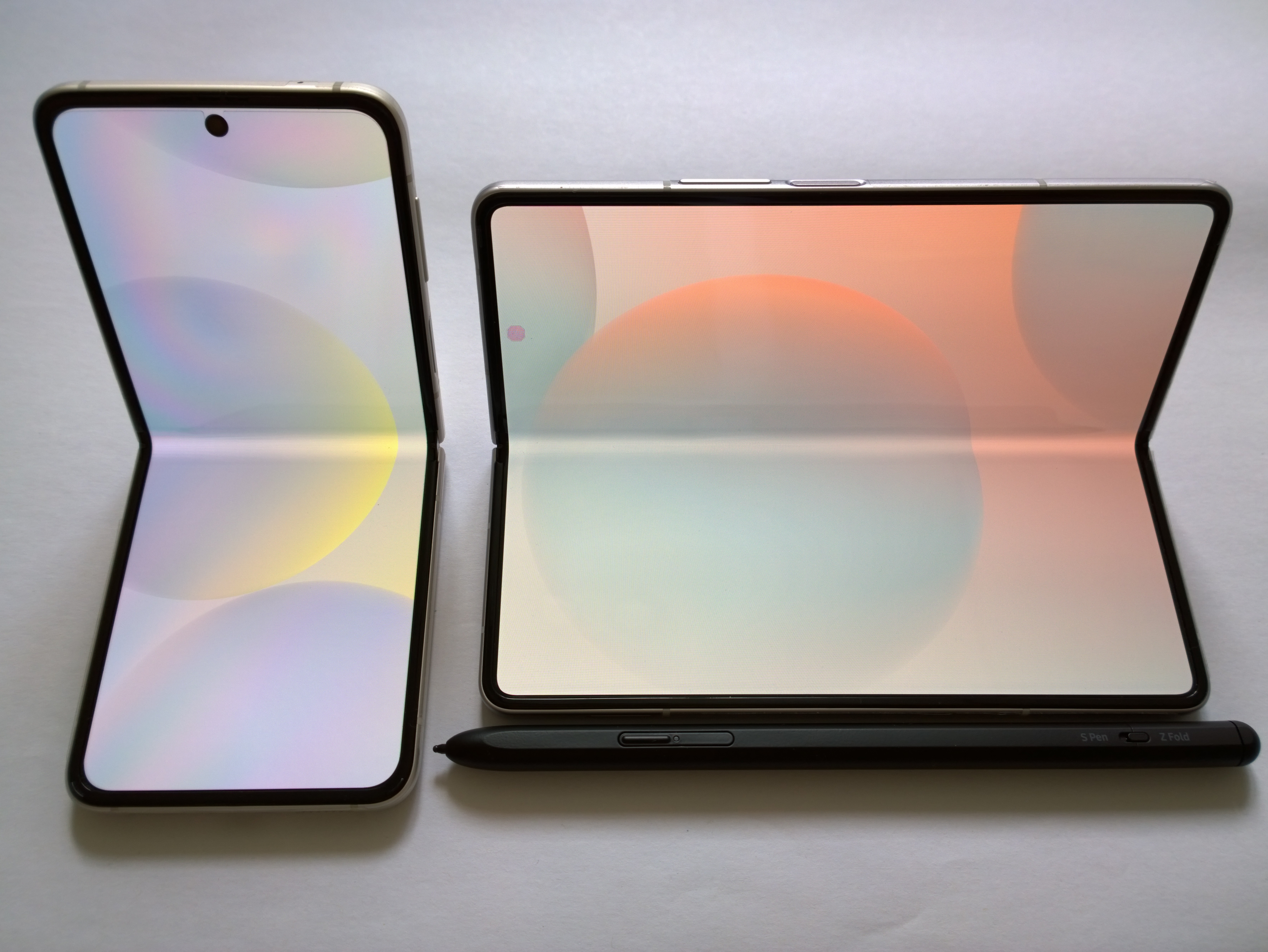
نمایشگر های 2 مدل سامسونگ Samsung Galaxy Z Flip3 5G (SM-F711B) & Samsung Galaxy Z Fold3 5G (SM-F926B)

گوشی‌های هوشمند تاشو معمولاً از نمایشگرهای OLED انعطاف‌پذیر و پلاستیکی به جای شیشه‌ای استفاده می‌کنند (مانند محصول شرکت کورنینگ، گوریلا گلس که در اکثر گوشی‌های هوشمند متوسط و رده بالا استفاده می‌شود). نمایشگرهای پلاستیکی به‌طور طبیعی قادر به حفظ شعاع خمیدگی لازم برای یک گوشی هوشمند تاشو هستند، اما نسبت به نمایشگرهای شیشه‌ای سنتی گوشی‌های هوشمند، بیشتر در معرض لکه‌ها و خراش‌ها هستند. اگرچه کورنینگ یک محصول شیشه‌ای انعطاف‌پذیر به نام Willow Glass تولید می‌کند، اما این شرکت بیان می‌کند که فرایند تولید آن مستلزم استفاده از محلول نمک است، این ویژگی آن را برای ساخت نمایشگرهای الکترونیکی نامناسب می‌کند زیرا نمک می‌تواند به ترانزیستورهای مورد استفاده در پنل‌های OLED آسیب بزند. بااین وجود، این شرکت در مارس ۲۰۱۹ اعلام کرد که در حال توسعهٔ یک شیشه انعطاف‌پذیر مناسب برای گوشی‌های هوشمند است که ۱ میلیمتر (۰٫۰۳۹ اینچ) ضخامت داشته و دارای ۵ میلیمتر (۰٫۲۰ اینچ) شعاع خمش است.